# RPK-2 V'juga
L'RPK-2 V'juga (in cirillico: РПК-2 Вьюга, nome in codice NATO: SS-N-15 Starfish) è un missile ASW tattico russo, basato su un concetto simile a quello del SUBROC, ovvero un'arma che parte da un tubo di lancio, emerge dal mare, e poi sgancia una carica nucleare sulla posizione stimata dell'obiettivo, su distanze di circa 37 km al massimo. Esso è utilizzabile anche come arma d'attacco contro obiettivi terrestri e forse anche navali, almeno con lo sfruttamento della potenza della sua testata nucleare.